# Prillenbach
Der Prillenbach (Gewässerkennzahl [GWK]: 32158) ist ein orografisch linker Zufluss zur Werse in Nordrhein-Westfalen. Der 6,2 km lange Bach entspringt  in der Bauerschaft Herrenstein der Stadt Drensteinfurt und mündet nach einem nördlichen Lauf östlich von Drensteinfurt in die Werse. 

## Nebenflüsse
- Buerbach